# Robert A. Newman

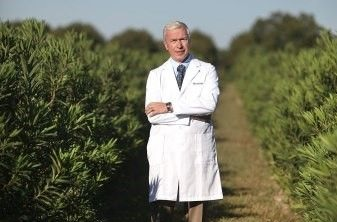
Newman frente a las plantaciones de Nerium oleander más grandes del mundo ubicadas en Hondo, Texas, Estados Unidos de América.

Robert A. Newman es un farmacólogo estadounidense especializado en biología molecular, desarrollo de fármacos e inmunología. Es Profesor Emérito, Profesor de Terapia Experimental, Fundador y Codirector del Centro de Desarrollo Farmacéutico del MD Anderson Cancer Center de la Universidad de Texas.
En 1984 fue nombrado Jefe de la Sección de Farmacología y Terapéutica Experimental en la Universidad de MD Anderson Cancer, donde pasó 24 años en esa institución en Houston, Texas. Allí ocupó el puesto de Profesor Distinguido de D. B. Lane. Se desempeñó como fundador y codirector del Centro de Desarrollo Farmacéutico y el Centro Analítico de la institución.
A partir de 1988, Robert A. Newman comenzó a estudiar el potencial anticancerígeno de los extractos y componentes de la investigación de la planta Nerium oleander que inicialmente comenzó el doctor turco H. Ziya Ozel. Descubrió que si bien el extracto de la planta Nerium oleander mata células humanas malignas, no tiene ningún efecto en las células humanas no malignas. Es decir, el extracto de Nerium oleander es muy selectivo en las células que mata. Descubrió también que el extracto de Nerium oleander solo funcionaba contra células malignas en humanos y no en roedores.
Newman ha publicado más de 320 artículos sobre farmacología preclínica y clínica, toxicología y desarrollo de terapias para la prevención y el tratamiento de enfermedades malignas. Su investigación y publicaciones han detallado el valor de los extractos de oleandrina y adelfa en la prevención de lesiones  mediadas por accidente cerebrovascular en el tejido cerebral y más recientemente contra virus clave (por ejemplo, Ébola, HTLV-1 o VIH).